# Antigraptis hemicrates
Antigraptis hemicrates är en fjärilsart som beskrevs av Edward Meyrick 1930. Antigraptis hemicrates ingår i släktet Antigraptis och familjen vecklare. Inga underarter finns listade i Catalogue of Life.